# Вильдганс, Фридрих
Фри́дрих Ви́льдганс (нем. Friedrich Wildgans; 5 июня 1913, Вена, Австро-Венгрия, ― 7 ноября 1965, Мёдлинг, Австрия) ― австрийский кларнетист, композитор и музыкальный писатель.

## Биография
Родился в семье известного поэта, директора Венского придворного театра Антона Вильдганса, учился игре на фортепиано (у Пауля Вайнгартена) и скрипке, с 12 лет изучал теорию музыки и композицию под руководством Йозефа Маркса, с 17 ― начал осваивать кларнет. В 1934―1936 преподавал игру на кларнете, камерный ансамбль и теорию музыки в университете Моцартеум, с 1936 по 1939 ― солист-кларнетист оркестра Венской государственной оперы. В 1939 был арестован нацистами. После войны работал в Венской академии музыки (1945―1947 и 1950―1963), возглавлял австрийскую секцию Международного общества современной музыки.
В творчестве Вильдганса заметно влияние Хиндемита и Стравинского. Он культивировал мелодизм, полифонию и ясную фактуру, но также использовал и политональность, атональность, серийную технику. Наибольшую известность получили его инструментальные сочинения. Вильдгансу принадлежит ряд статей в журнале Österreichische Musikzeitschrift и книга «Антон Веберн», изданная в Лондоне в 1966 году. Выступал как кларнетист.

## Основные сочинения
- Опера «Древо познания» (1932, не окончена)
- Оперетта «Диктатор» (1933)

Оркестровые сочинения
- «Греческая весна» (1932―1933, не окончена)
- Маленькая симфония для камерного оркестра (утрачена)
- «Лунная ночь» для камерного оркестра (1932―1933, не окончена)
- Концерт для кларнета и камерного оркестра № 1 (1933, не окончен)
- Концерт для трубы, струнных и ударных (1935)
- Концерт для валторны и камерного оркестра (1936, не окончен)
- Концерт для органа, медных и ударных (утрачен)
- «Австрийская симфония» (утрачена)
- Концерт для кларнета и камерного оркестра № 2 (1948)

Камерные сочинения
- Соната для флейты и фортепиано (утрачена)
- Сонатина для валторны и фортепиано (1927, редакция 1960)
- Маленькое трио для флейты, кларнета и фагота (1929―1930, редакция 1945)
- Струнное трио (1929)
- Три пьесы для кларнета и фортепиано (1929)
- Три инвенции для кларнета и валторны (1930)
- Маленький дуэт для двух скрипок (1930)
- Соната для двух кларнетов (1930, не окончена)
- Сонатина для флейты и фагота (утрачена)
- Маленькое камерное трио для гобоя, английского рожка и фагота (1932, редакция 1940―1941)
- Каприччио для двух кларнетов и бас-кларнета (утрачено)
- Маленькая сонатина для трубы и фортепиано (утрачена)
- Три маленьких пьесы для струнного трио (1935, редакция 1960)
- Дуэт-сонатина для скрипки и виолончели (1939, редакция 1950)
- Технические этюды для кларнета (1920―1942, 1950)
- «Праздничная музыка» для медных и ударных (1945)
- Сонатина для кларнета и фортепиано, ор. 49 (1953, редакция 1959―1960)

Фортепиано
- Соната (1929)
- «Песни свободы» (1946)
- «Чёрно-белые этюды» (1949)

- Хоровые сочинения, в том числе кантата «Таинственный трубач» на текст Уитмена (1946)
- Песни для голоса с сопровождением инструментальных ансамблей (часто с участием кларнета)

## Источник
- Музыкальная энциклопедия. Гл. ред. Ю. В. Келдыш. М.: Советская энциклопедия, 1973―1982
- Каталог сочинений Вильдганса и краткая биография (англ.) (нем.)